# Мальцев, Геннадий Степанович (лётчик)
Генна́дий Степа́нович Ма́льцев (10 мая 1938 года – 19 июня 2018 года) — вертолётчик, автор многих изобретений для совершения воздушного монтажа.

## Биография
Геннадий Степанович Мальцев родился 10 мая 1938 года.
- 1957 год — выпускник Бугурусланского лётного училища гражданской авиации.

Командир тяжёлого вертолёта Ми-10К Ухтинского ОАО с бортовым номером 04124. Он одним из первых в стране освоил промышленный монтаж с помощью вертолета. Геннадий Мальцев помогал строителям Москвы, Минска, Гомеля, Ярославля, ГДР.
Мальцев со своим экипажем первым стал перевозить грузы на внешней подвеске, выполнять сложные монтажные работы. Впервые был применён метод азимутной ориентации: это позволило фиксировать груз в нужном положении и -без участия человека!- точно поставить его на место.
Г. С. Мальцев провёл около 500 строительно-монтажных операций по всему миру, на 5 континентах.
Геннадий Степанович Мальцев скончался 19 июня 2018 года.

## Достижения
Под командованием Геннадия Степановича впервые в мире был произведен подъём 100-метровых сорокатонных радиорелейных башен на трассе газопровода Надым-Ухта двумя вертолетами Ми-10К.
Он участвовал в проектах:
- 1981 год — монтаж Харьковской телебашни высотой 240,7 м;
- 1982 год — установка скульптуры З. Церетели «Человек и Солнце» в Тбилиси;
- 1982—1984 годы — прокладка высоковольтной линии электропередач через Главный Кавказский хребет.
- 1990 год — На вертолёте Ми-26Т совершил 890-километровый шестичасовой перелет из Австралии в Папуа Новая Гвинея через Тихий океан.

## Работы
Геннадий Степанович Мальцев — автор 9 изобретений.
Он разработал более 20 технических новинок, а также руководящие документы для выполнения полетов на винтокрылых машинах различных типов, монтажу крупногабаритных конструкций.

## Награды
- Заслуженный пилот СССР,
- лауреат конкурса «Ухтинец ХХ века»